# 天津师范大学
天津师范大学是中华人民共和国天津市市属重点院校，于1958年建立，原名天津师范学院，1982年更名为天津师范大学。1999年4月8日，经中共天津市委、天津市人民政府决定，中华人民共和国教育部同意，新天津师范大学正式成立。新天津师范大学在原天津师范大学、天津师范高等专科学校、天津教育学院的基础上组建而成。

## 历史沿革
1958年5月，天津师范学院教师进修班、天津教师学院、中小学教师马列主义业余学院和天津市教育局教研室合并组建天津教师进修学院。同年9月，与筹建中的天津教师进修学院与天津市工农速成中学合并，成立天津师范学院，选址在六里台，在行政上隶属天津市教育局。1959年8月，天津师范学院全部学生、部分教师调往天津师范大学，另组建天津师范专科学校。
1960年5月，天津师范专科学校恢复为天津师范学院。1961年，天津工农师范专科学校并入天津师范学院。
1969年10月，据加强战备、大城市紧急动员疏散人口和下放干部的指示精神，天津高校的一批教师职工被清理出教育系统到郊区农村插队落户，天津师范学院一度迁往河南省。
1970年9月，天津体育学院、河北外国语专科学校并入天津师范学院。1974年，原河北外国语专科学校独立并组建天津外国语学院。1975年，天津教师进修学院并入天津师范学院。
1982年，天津师范学院升格为天津师范大学。
1992年，南开大学分校更名为天津师范大学应用文科学院。1996年8月，天津师范大学应用文科学院并入天津师范大学。1999年4月，天津师范高等专科学校、天津教育学院并入天津师范大学。
2005年9月，天津师范大学正式迁入西青区的新校区。

## 学术规模
学校现有23个学院，70个本科专业，8个博士学位授权一级学科，35个硕士学位授权一级学科，15个硕士专业学位类别，涉及哲学、经济学、法学、教育学、文学、历史学、理学、工学、管理学、艺术学等10个学科门类。学校现有国务院学位委员会第七届学科评议组成员3人，教育部高等学校教学指导委员会委员11人。拥有2个国家重点学科，7个天津市一流学科，18个天津市重点学科，4个天津市“重中之重”学科，15个天津市特色学科（群），化学学科进入“ESI”排名全球前1%。根据教育部学位与研究生教育发展中心发布的第四轮学科评估结果，学校政治学、马克思主义理论、心理学、世界史4个学科获评B+学科，教育学、中国语言文学2个学科获评B类学科。6个教育部特色专业建设点，16个天津市品牌专业建设点，5个天津市战略性新兴产业相关专业建设点，8个天津市优势特色专业建设点，12个天津市应用型专业建设点。2个国家级实验教学示范中心，10个涵盖人文社科基地、工程中心、国际联合研究中心的省部级重点实验室，7个博士后科研流动站。

## 校区
天津师范大学现有四个校区，包括主校区、八里台校区、雅安道校区和双峰道校区。主校区位于天津市西青区宾水西道延长线393号。校园占地3500亩，建筑面积86万平方米。第一期建设工程中的35万平方米楼宇已经投入使用，二期也已投入使用。

## 学院设置
- 政治与行政学院（Politics and Public Administration College）
- 管理学院（Management College）
- 经济学院（Economics College）
- 历史文化学院（History and Culture College）
- 外国语学院（Foreign Languages College）
- 城市与环境科学学院（Urban and Environmental Science College）
- 物理与电子信息学院（Physics and Electronic Information College）
- 体育科学学院（Physical Science College）
- 初等教育学院（Primary Education College）
- 生命科学学院（College of Life Science）
- 化学学院（Chemistry College）
- 教育学院（Education College）
- 计算机与信息工程学院（Computer and Information Engineering College）
- 软件学院 （Software College）
- 数学科学学院（Science of Mathematics College）
- 法学院（College of Law）
- 马克思主义学院（College of Marxism）
- 文学院（College of Literature）
- 新闻传播学院（News and promulgate College）（2007年9月原属于国际女子学院的播音与主持艺术专业于并入该院）
- 美术与设计学院（原国际女子学院艺术设计专业、艺术学院美术学、艺术设计等专业以及影视艺术学院相关专业整合组成）
- 音乐与影视学院（原艺术学院音乐学、音乐文学、音乐表演、舞蹈等专业以及影视艺术学院表演、戏剧影视文学等相关专业整合组成）
- 天津师范大学学前教育学院（天津市幼儿师范学校）
- 天津师范大学津沽学院（Jingu College）（独立学院，2005年开始招生）

## 直属附校

### 中学
- 天津师范大学附属中学（天津市实验中学）
- 天津师范大学滨海新区附属学校（在建九年一贯制学校）
- 天津师范大学南开附属中学（天津市第六十六中学）

### 小学
- 天津师范大学附属小学（八里台小学）
- 天津师范大学第二附属小学
- 天津师范大学第三附属小学
- 天津师范大学滨海新区附属小学（在建）
- 天津师范大学南开附属小学（九江小学）